# مهناز رئوفی
مهناز رئوفی (زادهٔ ۱۳۴۹ سنندج) یکی از چهره‌های بحث‌برانگیز در ایران است که ادعا می‌کند از آیین بهایی به اسلام گرویده است. بر اساس گزارش‌ها، او پس از بازداشت و تحمل فشارهای شدید، از جمله مشاهده شکنجه همسرش، در میانه دهه ۱۳۷۰ خورشیدی به اسلام روی آورد. خاطرات وی دربارهٔ تجربه زندگی در جامعه بهایی و گرایش به اسلام در قالب مقالات متعددی در روزنامه کیهان (به مدیریت حسین شریعتمداری نماینده رسمی علی خامنه‌ای) در سال‌های ۲۰۰۶ و ۲۰۰۷ منتشر شد و بعدها به شکل کتابی با عنوان سایه شوم: خاطرات یک نجات‌یافته از بهائیت انتشار یافت. این کتاب در مدارس، زندان‌ها و دیگر نهادهای عمومی توزیع شد و اتهاماتی را علیه جامعه بهایی مطرح کرد که توسط بسیاری بی‌اساس و تبلیغاتی تلقی شده است.
علاوه بر این، مهناز رئوفی در سمینارها و جلسات متعددی که توسط نهادهای حکومتی برگزار شده است، به ترویج این دیدگاه‌ها پرداخته است. این اتهامات که بارها در رسانه‌های دولتی و برنامه‌های تلویزیونی تکرار شده‌اند، بخشی از کمپین گسترده‌تر نفرت‌پراکنی جمهوری اسلامی علیه بهاییان است که توسط رسانه‌های دولتی و مقامات حکومتی مدیریت می‌شود.
اقدامات رئوفی همیشه با تشدید حملات به منازل بهاییان و افزایش فشارهای امنیتی بر این اقلیت مذهبی همراه بوده است. به عنوان نمونه، پس از یکی از سخنرانی‌های وی در سمنان در سال ۲۰۰۹، موجی از بازداشت‌ها و یورش‌های امنیتی علیه بهاییان منطقه آغاز شد که نشان‌دهنده همزمانی فعالیت‌های تبلیغاتی او با سرکوب سیستماتیک این جامعه است.